# بزن‌بکوب!
بزن‌بکوب! (انگلیسی: Whoopee!) فیلمی در ژانر کمدی رمانتیک و موزیکال به کارگردانی «ثورنتون فریلند» است که در سال ۱۹۳۰ منتشر شد.
این فیلم به طریقهٔ تکنی‌کالر دورنگ تصویربرداری شده است و نخستین هنرنمایی حرفه‌ای بازبی برکلی محسوب می‌شود.
همچنین نخستین فیلمِ آلفرد نیومن در مقامِ آهنگساز است.
«بزن‌بکوب!»، نامزدِ دریافتِ جایزه اسکار بهترین طراحی صحنه (برای ریچارد دی) بود.

## بازیگران
- ادی کانتور
- النور هانت
- اسپنسر چارترز
- آلبرت هکت
- ماریان مارش
- ویرجینیا بروس
- دین جاگر
- پل پانزر
- تئودور لورچ
- فرانک رایس